# Гвебра
Гвебра (груз. ღვებრა) — село в Грузії.
За даними перепису населення 2014 року в селі проживає 10 осіб.